# Mount Barker
Mount Barker é uma cidade localizada no estado australiano da Austrália Meridional. De acordo com o censo australiano de 2016, a população era de 16.629 habitantes.